# Kanton L’Isle-Jourdain (Gers)
Der Kanton L’Isle-Jourdain ist seit 1790 ein französischer Kanton in der Region Okzitanien. Er liegt im Arrondissement Auch des Départements Gers. Hauptort ist L’Isle-Jourdain.

## Geographie
Der Kanton liegt ganz im Osten des Départements an der Grenze zum Département Haute-Garonne. Er ist nicht zu verwechseln mit dem Kanton L’Isle-Jourdain im Département Vienne.  

## Geschichte
Der Kanton entstand am 15. Februar 1790. Von 1801 bis 2015 gehörten 14 Gemeinden zum Kanton L’Isle-Jourdain. Der Kanton wurde am 22. März 2015 im Rahmen der Neugliederung der Kantone verkleinert. Vier Gemeinden wechselten zu anderen Kantonen. Daher zählt der Kanton L’Isle-Jourdain seit 2015 neu nur noch zehn Gemeinden.

## Gemeinden
Der Kanton besteht aus zehn Gemeinden mit insgesamt 16.263 Einwohnern (Stand: 1. Januar 2022) auf einer Gesamtfläche von 192,78 km²:
| Gemeinde               | Einwohner 1. Januar 2022 | Fläche km² | Dichte Einw./km² | Code INSEE | Postleitzahl |
| ---------------------- | ------------------------ | ---------- | ---------------- | ---------- | ------------ |
| Auradé                 | 676                      | 21,32      | 32               | 32016      | 32600        |
| Clermont-Savès         | 402                      | 5,10       | 79               | 32105      | 32600        |
| Endoufielle            | 516                      | 17,10      | 30               | 32121      | 32600        |
| Frégouville            | 359                      | 12,32      | 29               | 32134      | 32490        |
| L’Isle-Jourdain        | 9.499                    | 70,48      | 135              | 32160      | 32600        |
| Lias                   | 778                      | 10,67      | 73               | 32210      | 32600        |
| Marestaing             | 349                      | 8,46       | 41               | 32234      | 32490        |
| Monferran-Savès        | 802                      | 24,68      | 32               | 32268      | 32490        |
| Pujaudran              | 1.708                    | 17,41      | 98               | 32334      | 32600        |
| Ségoufielle            | 1.174                    | 5,24       | 224              | 32425      | 32600        |
| Kanton L’Isle-Jourdain | 16.263                   | 192,78     | 84               | 3213       | –            |

Bis zur landesweiten Neuordnung der französischen Kantone im März 2015 gehörten zum Kanton L’Isle-Jourdain die 14 Gemeinden Auradé, Beaupuy, Castillon-Savès, Clermont-Savès, Endoufielle, Frégouville, Giscaro, L’Isle-Jourdain, Lias, Marestaing, Monferran-Savès, Pujaudran, Razengues und Ségoufielle. Sein Zuschnitt entsprach einer Fläche von 221,03 km2. Er besaß vor 2015 einen anderen INSEE-Code als heute, nämlich 3010.

### Bevölkerungsentwicklung
| 1962  | 1968  | 1975  | 1982  | 1990  | 1999  | 2006   | 2012   |
| ----- | ----- | ----- | ----- | ----- | ----- | ------ | ------ |
| 6.888 | 7.001 | 7.123 | 7.695 | 8.809 | 9.951 | 12.073 | 14.186 |

## Wahlen zum Rat des Départements Gers
Bei den Wahlen am 22. März 2015 erzielte keine Partei die Mehrheit. Bei der Stichwahl im 2. Wahlgang am 29. März 2015 gewann das Gespann Christine Ducarrouge/Francis Larroque
(UMP) gegen Marie-Christine Clair/Gérard Paul (Union de la gauche) mit einem Stimmenanteil von 51,36 % (Wahlbeteiligung:54,75 %).